# Arte italiana

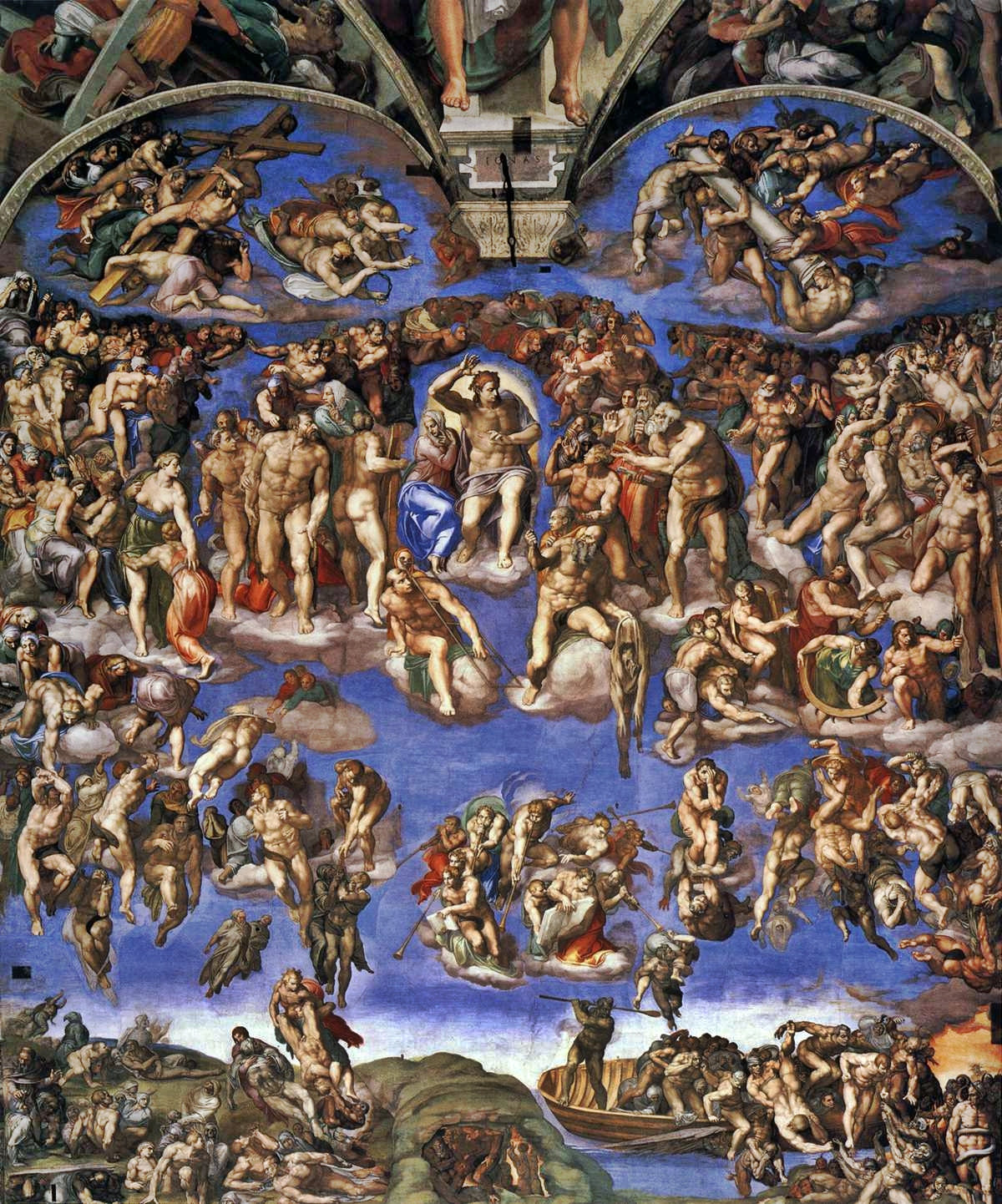
Il Giudizio universale, affresco di Michelangelo nella Cappella Sistina

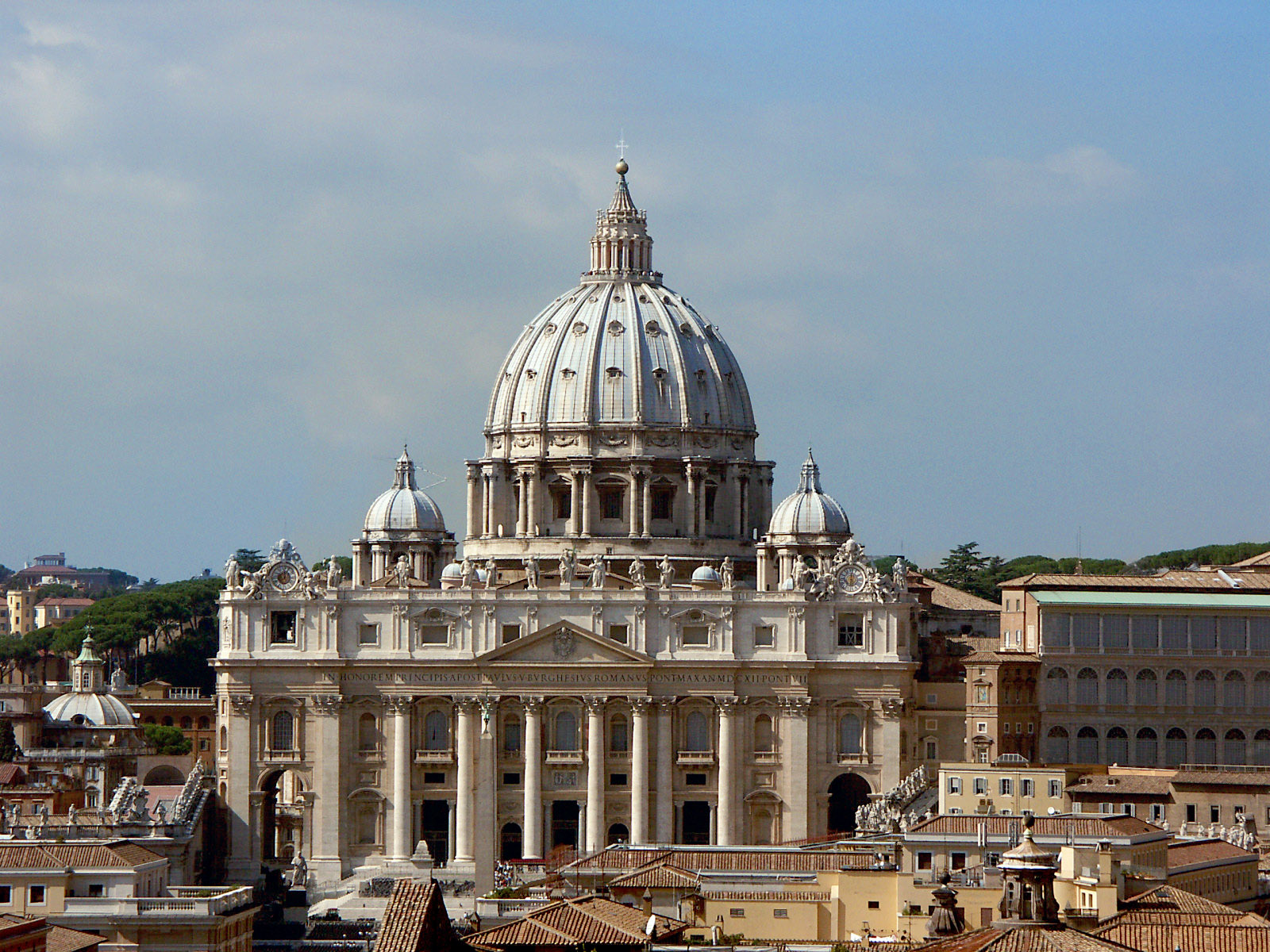
La Basilica di San Pietro

L'arte italiana si sviluppò nella penisola italica fin dalla preistoria. Durante l'Impero romano l'Italia fu al centro di una cultura artistica che per la prima volta creò un linguaggio universalmente omogeneo per il mondo europeo e mediterraneo. In alcuni periodi l'Italia fu il paese artisticamente più all'avanguardia d'Europa.

## Arte preistorica e protostorica

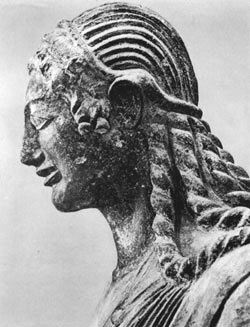
L'Apollo di Veio da Portonaccio, particolare

Durante la preistoria fiorirono in Italia alcune culture, tra le quali spiccano quelle della Valcamonica, quella villanoviana, quella dei Piceni e quella dei Sanniti.

## Magna Grecia
La Magna Grecia e la Sicilia furono tra le zone culturalmente più attive del mondo greco. Tra le più importanti testimonianze pervenutoci ci sono i templi di Agrigento, Selinunte e Paestum e i monumenti della città di Siracusa che fu la principale πόλις (in greco antico: «città»; plurale πόλεις, póleis) del mondo greco, al di fuori della Grecia peninsulare geograficamente intesa.

## Etruschi
L'Arte etrusca, che annovera tra i suoi capolavori opere in bronzo, terracotta, bucchero e pitture su affresco, fu la più importante espressione culturale pre-romana in Italia. Notevoli furono i contatti con la Magna Grecia e l'apporto culturale alla nascente Arte romana.

## Romani

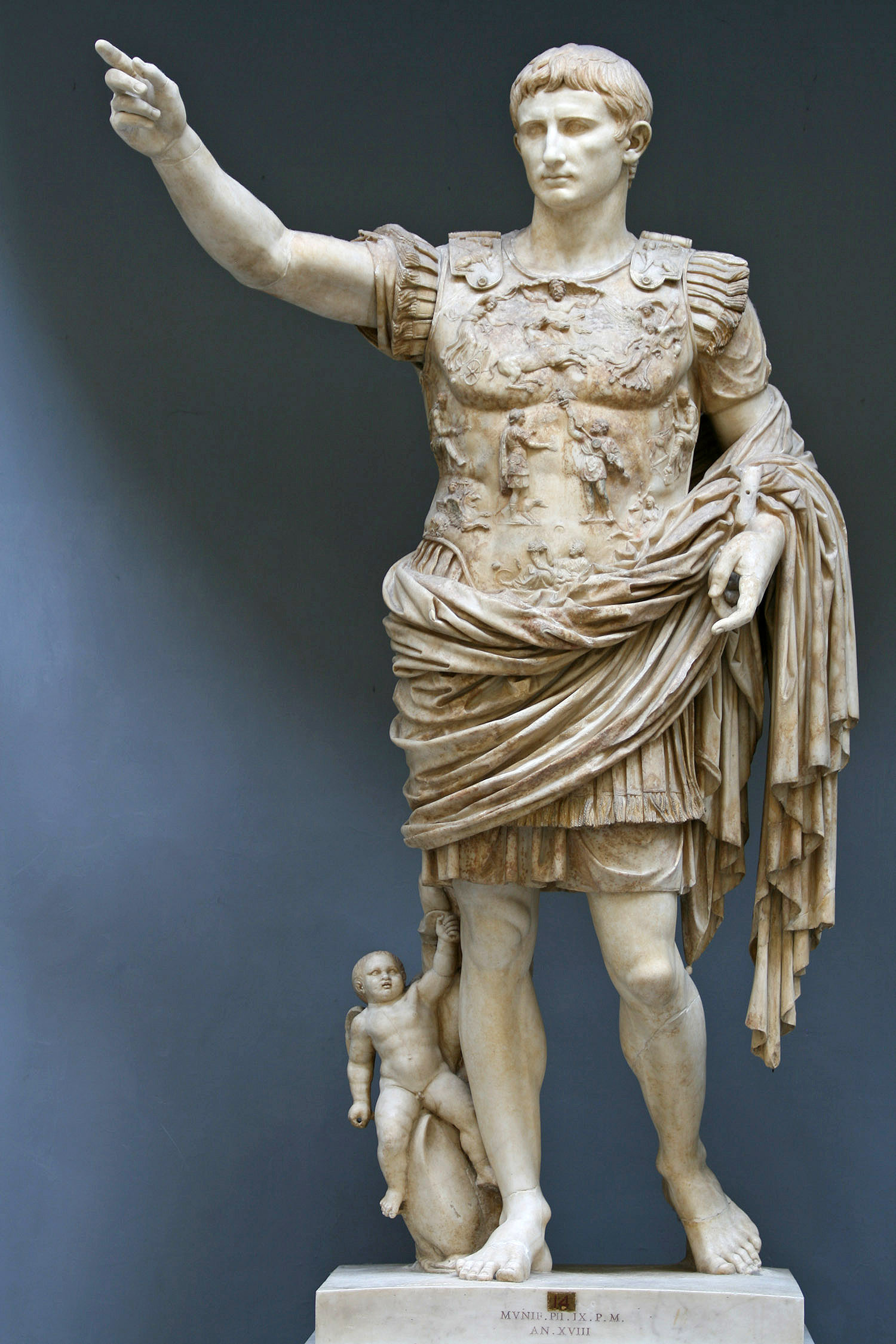
La statua di Augusto loricato

I Romani svilupparono una propria cultura artistica peculiare dopo le guerre puniche e grazie alla conquista delle città della Magna Grecia e della Grecia stessa si trovò profondamente influenzata dall'ellenismo. I Romani si fecero in un certo senso i continuatori del classicismo ellenistico, anche se con notevoli differenze. In Architettura ci fu uno straordinario sviluppo delle tecniche costruttive che permisero la costruzione di grandiosi complessi monumentali; pittura e scultura si ispirarono all'arte greca, ma l'apporto delle radici popolari e italiche permise anche la nascita di nuove forme artistiche non praticate dai greci, come il rilievo storico e il ritratto.
Un po' tutta la penisola è costellata da resti di epoca romana, con importanti tesori artistici, oltre che ovviamente a Roma, a Verona, a Brescia, a Benevento, a Palestrina, a Tivoli, Piazza Armerina ecc. Uniche sono le città sepolte dall'eruzione del Vesuvio del 79 d.C. di Pompei, Ercolano e Stabia.
Durante la tarda antichità la corrente provinciale e plebea dell'arte romana, caratterizzata da semplificazioni e convenzioni antinaturalistiche, comparve nei monumenti ufficiali. Questa tradizione, che ruppe definitivamente con l'ellenismo, fu alla base dell'arte paleocristiana e medievale.

## Arte paleocristiana
In epoca paleocristiana vennero costruite a Roma le prime basiliche cristiane in assoluto (la basilica di San Giovanni in Laterano, l'antica basilica di San Pietro, ecc.). Copiosi resti di pitture restano nelle catacombe di Roma. Milano nel periodo del vescovo Aurelio Ambrogio fu capitale imperiale e centro culturale di primaria importanza. Anche ad Aquileia restano importanti resti di una basilica paleocristiana. Il trasferimento della capitale a Costantinopoli e poi il trasferimento delle corti a Milano e a Ravenna danno luogo a una cultura artistica non solo romana. In architettura il modello fondamentale fu costituito dai grandi edifici termali della decadenza, ma soprattutto dalla Basilica di Massenzio.

## Bizantini

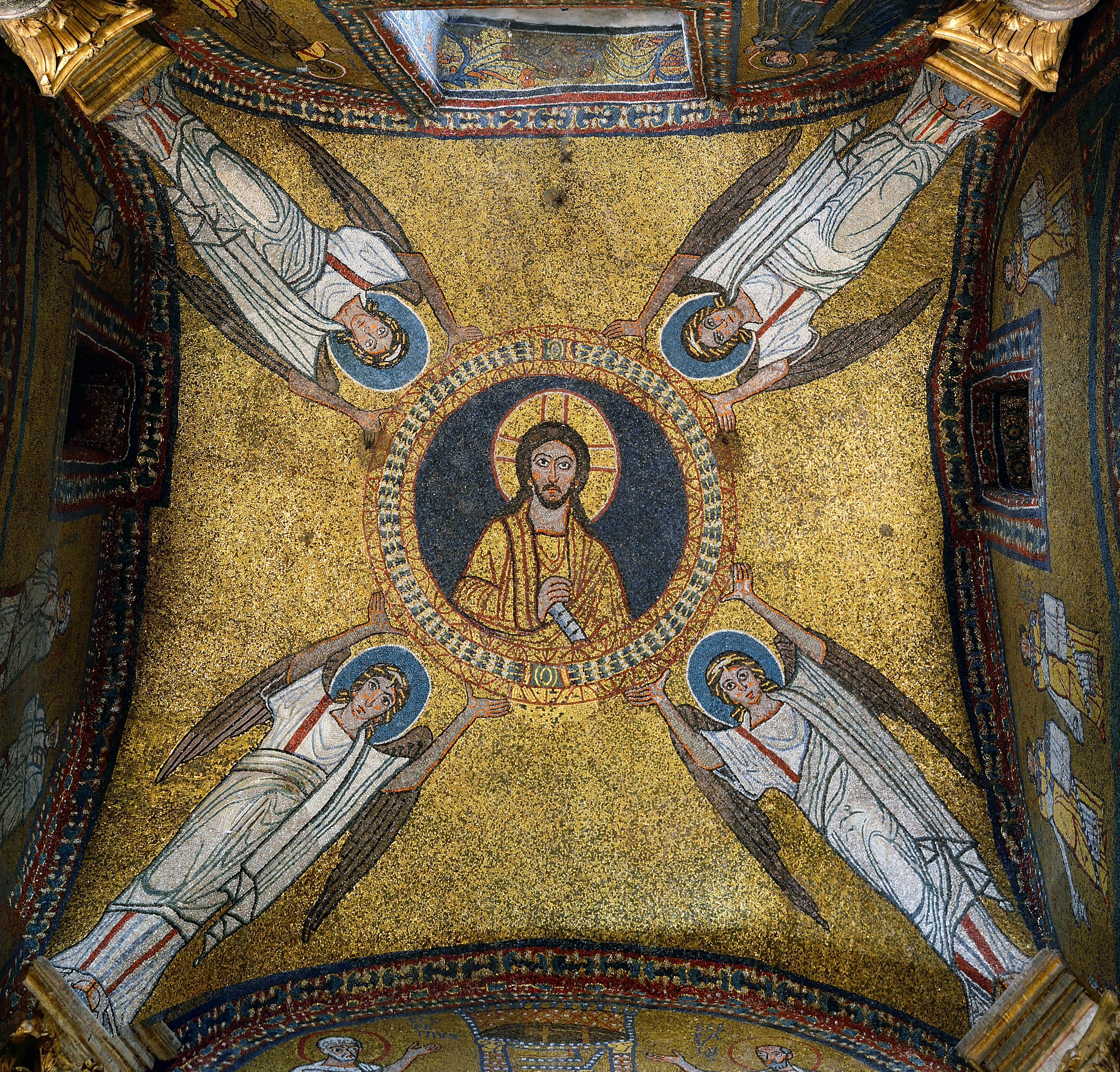
Cappella di San Zeno, inizio del IX secolo, basilica di Santa Prassede, Roma

Con la caduta dell'Impero romano d'Occidente, la sua controparte orientale visse altri mille anni con capitale a Costantinopoli. Artisti bizantini lavorarono in Italia e le loro opere circolarono nella penisola influenzando profondamente la cultura artistica fino a tutto il XIII secolo.
Ravenna fu capitale d'Italia dall'epoca di Galla Placidia, a quella di Teodorico fino a Giustiniano. Gli straordinari monumenti superstiti (come la basilica di Sant'Apollinare in Classe o la basilica di San Vitale), coperti di inestimabili mosaici, sono tra i migliori esempi in Europa di arte bizantina, essendo perdute le opere costantinopolitane durante l'iconoclastia del IX secolo.
Anche a Roma restano importanti resti di epoca bizantina (Santa Prassede, Santa Maria Antiqua). 
Più tardi (IX-XIII secolo) sono opere architettoniche come la Cattolica di Stilo o la Basilica di San Marco a Venezia.

## Longobardi
I Longobardi furono la cultura barbarica che regnò più a lungo in Italia, segnando profondamente la cultura locale. La loro capitale fu Pavia, dove restano ancor oggi rare tracce architettoniche. Più consistenti sono le opere a Cividale del Friuli (Tempietto Longobardo) o nel meridione (Benevento, Sant'Angelo in Formis). In Lombardia restano gli stucchi della Basilica di San Salvatore di Brescia e gli affreschi di Castelseprio, di artista bizantino o longobardo.
Importante, come in tutte le culture barbariche, fu la produzione di oreficeria; i migliori esempi sono oggi conservati a Monza, al Museo Serpero.

## Alto Medioevo
Nell'alto Medioevo l'Italia vide la nascita del monachesimo benedettino a Montecassino. Se delle grandi abbazie e delle loro decorazioni pittoriche restano oggi scarse tracce (per via distruzioni e ricostruzioni successive), più consistenti sono alcuni resti di affreschi nell'arco alpino (Chiesa di San Benedetto a Malles, chiesa di San Procolo a Naturno).

## Romanico

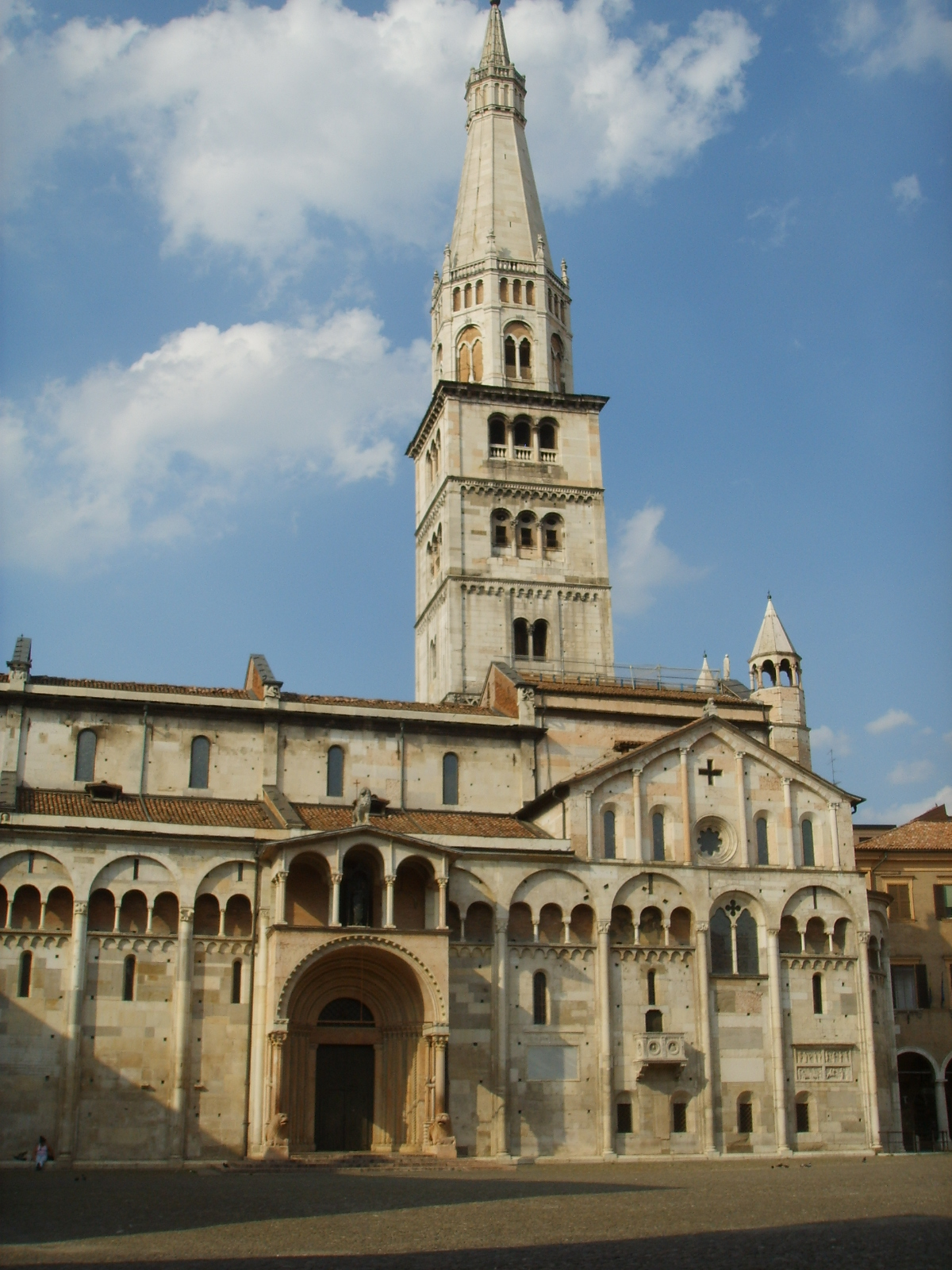
Il Duomo di Modena

La fioritura del romanico, grazie alla ripresa mobilità ed alla migliore situazione climatica ed economica, interessò gran parte d'Europa in maniera per lo più contemporanea.
In Italia ebbe grande importanza il Romanico lombardo ed emiliano, con soluzioni che ebbero influenza in un amplissimo raggio (San Michele Maggiore a Pavia, o il Duomo di Modena). Ascendenze orientali si riscontrano nel Romanico pisano, diffuso anche in Sardegna e Corsica. A Firenze si ebbe un romanico dalle fattezze classiche, che spianò la strada al Rinascimento. Nell'Italia meridionale il Romanico pugliese fu una summa delle varie correnti diffusesi in Europa.
Un episodio artistico unico e originale, oggi riconosciuto dall’UNESCO, è invece rappresentato dall'architettura arabo-normanna in Sicilia. In particolare, è durante la dinastia normanna degli Altavilla che vennero lasciate importanti tracce architettoniche, di cui forse il più pregevole esempio è il Duomo di Monreale, sintesi dei canonici romanici arricchiti da elementi arabi e dall'arte bizantina dei mosaici.
In scultura si ebbe un rifiorire della monumentalità con il predominio dei Maestri Campionesi, con artisti quali Wiligelmo, Niccolò e Benedetto Antelami.

## Gotico

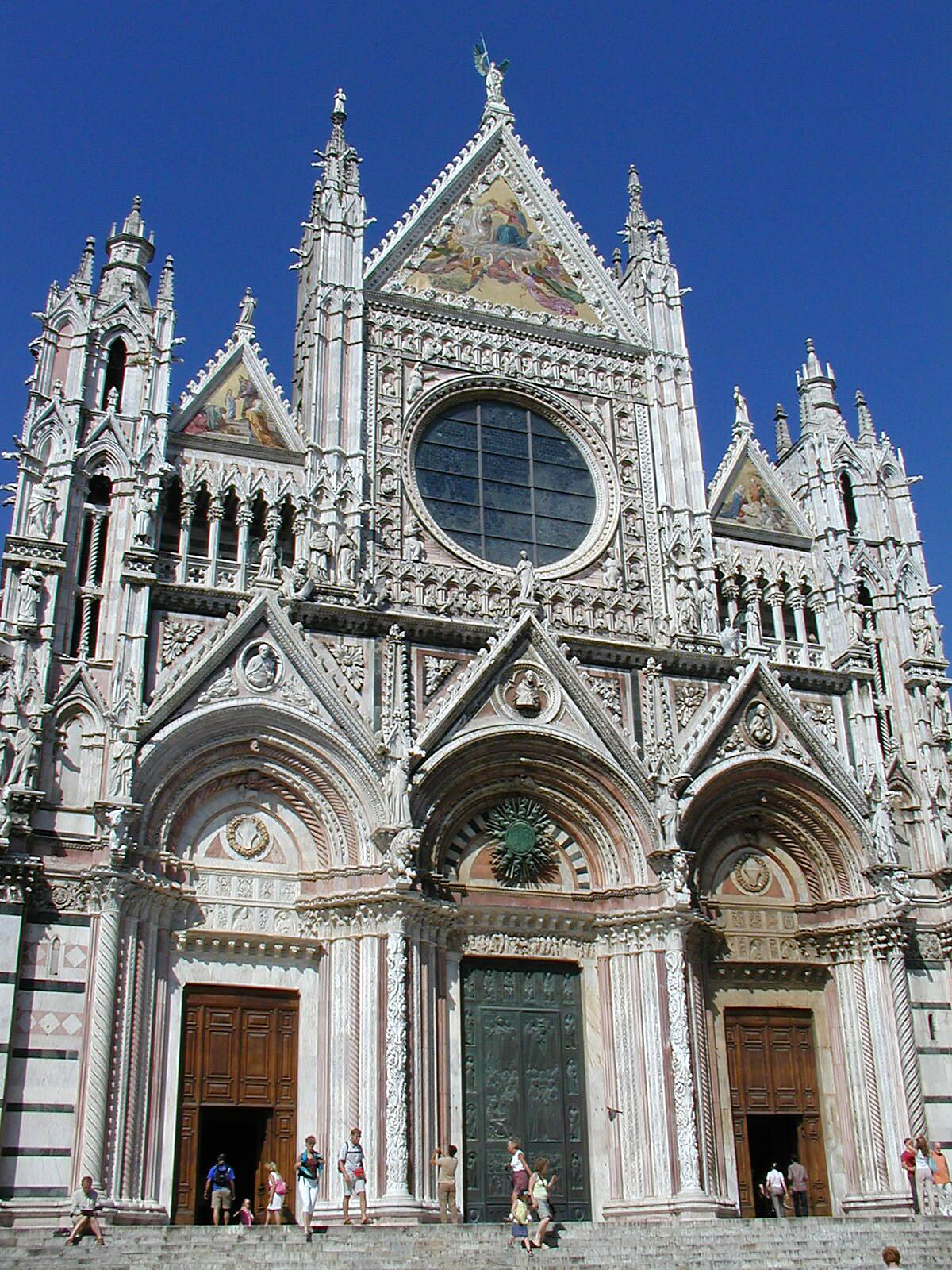
Facciata del Duomo di Siena

L'arte gotica in Italia venne portata dai Cistercensi e in architettura si diffuse a un livello epidurale, essendo molto radicata la tradizione romanica. Non si ebbero le ampie finestrature e lo sviluppo verticale delle architetture del nord-Europa, ma piuttosto una forma intermedia che ebbe i suoi capolavori nel Duomo di Siena nella Basilica di San Francesco ad Assisi. Più tardo è invece il Duomo di Milano, la cui costruzione fu iniziata nel 1386 (con apporti secolari successivi che giungono al primo Novecento).
In pittura notevole importanza ebbero gli ordini mendicanti (francescani e domenicani), che richiesero uno stile più popolare, più facilmente intelligibile rispetto all'astratto distacco delle figure bizantine. La rivoluzione pittorica alla base dello stile "occidentale" iniziò con maestri pisani e fiorentini, per avere il suo culmine con Giotto, ritenuto il padre della pittura europea, iniziatore di una vera e propria rottura a favore del recupero dello spazio realistico, delle fisionomie, del volume. Viaggiando molto egli sparse le sue conquiste da Padova a Napoli, da Milano a Rimini, dove nacquero scuole pittoriche che gli si ispirarono. In parallelo operarono la scuola senese, più legata a un mondo cortese e aulico, e la scuola romana.
La lezione di Giotto in un certo senso portò all'imitazione da parte degli allievi e solo nella seconda del XIV secolo ci sarà un'evoluzione ulteriore con artisti padovani come Altichiero.
In scultura già a partire dal 1260 si assiste a una vera e propria rivoluzione, forse iniziata già prima alla corte di Federico II: Nicola Pisano prima, poi suo figlio Giovanni e Arnolfo di Cambio riportarono la scultura a un livello di monumentalità, perizia tecnica e verosimiglianza formale come non era più dai tempi dell'arte antica.

## Rinascimento

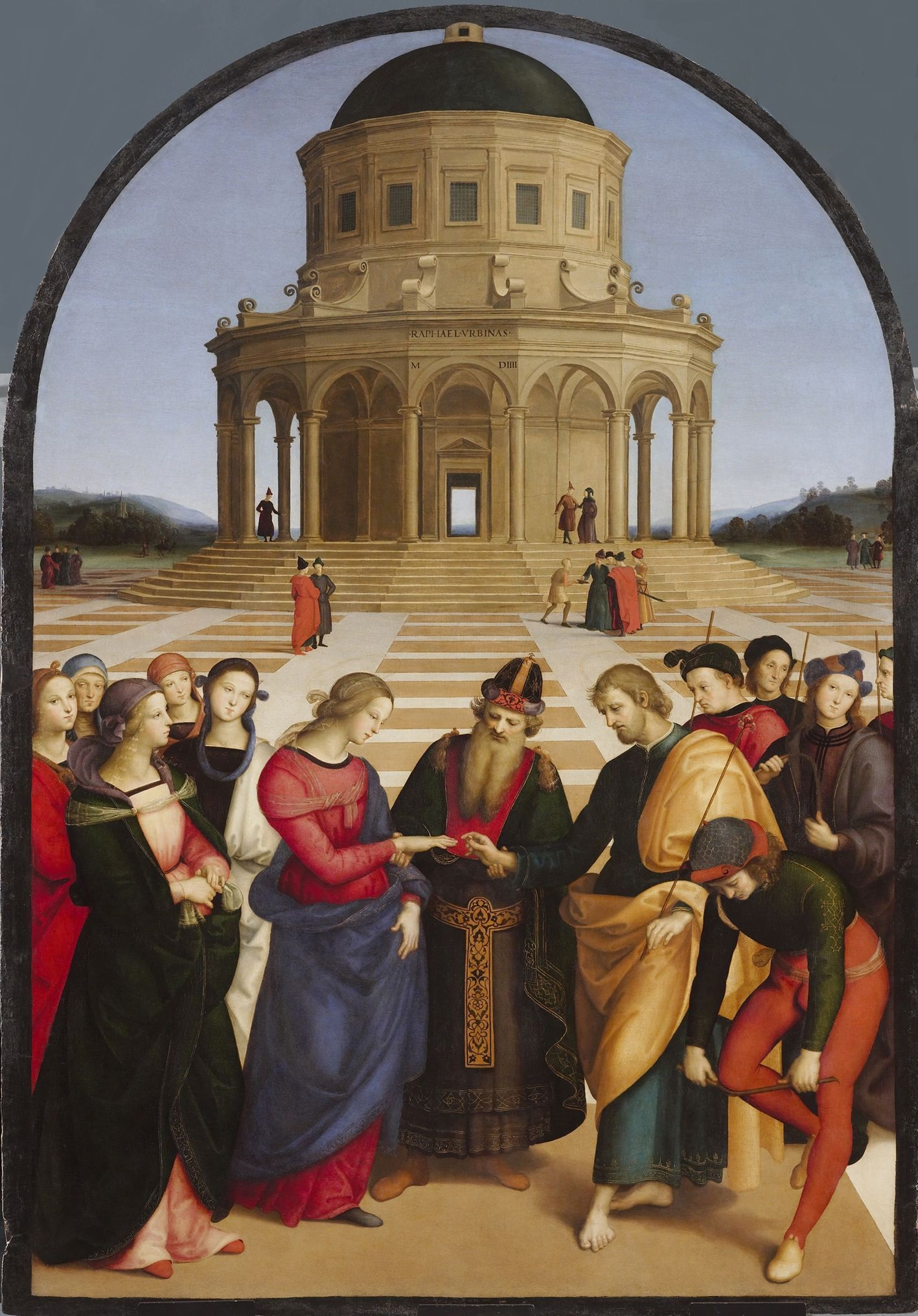
Sposalizio della Vergine di Raffaello

Il Rinascimento iniziò nel XIV secolo in Italia a partire dal risveglio umanistico della letteratura di Petrarca e Boccaccio. La riscoperta dell'arte romana, della prospettiva, delle proporzioni nel corpo e dell'uso della luce rivoluzionarono il mondo dell'arte europea: si può parlare quindi di Arte del Rinascimento italiano
Il primo centro interessato dalla nuova cultura figurativa fu Firenze e in tal senso possiamo parlare di Rinascimento fiorentino, seguita a distanza dalle altre corti della penisola (Mantova, Ferrara, Urbino...), dalla Roma papale. Gli artisti iniziatori di questa rivoluzione furono Filippo Brunelleschi e Leon Battista Alberti per l'architettura, Masaccio, Filippo Lippi e Sandro Botticelli per la pittura, Donatello e Lorenzo Ghiberti per la scultura.
L'arte veneziana scoprì la prospettiva aerea e un uso del colore mai sperimentato prima (Giorgione, Tiziano), oltre alla produzione del 'telero' con Vittore Carpaccio e ancora l'architettura con Jacopo Sansovino.
Alla vigilia del XVI secolo vennero alla ribalta tre geni versatili, dotati in più discipline (Leonardo da Vinci, Michelangelo Buonarroti e Raffaello Sanzio), che crearono alcuni dei capolavori più celebri dell'arte universale.
Tra i maestri non toscani né veneziani spiccarono Correggio, Antonello da Messina, Cosmè Tura, Francesco Francia, Macrino d'Alba, Bramante.
Da ricordare anche la figura del pittore Il Pordenone (1483-1539), considerato il massimo pittore friulano del Rinascimento

## Manierismo
Diversamente dal Rinascimento, gli artisti della generazione successiva alla metà del XVI secolo rifiutarono l'osservazione della natura, la luce, il colore e la prospettiva naturalistici in favore di deformazioni, esaltazioni e capricci espressivi che ampliassero la gamma di possibilità artistiche, verso una percezione più soggettiva.
Tra i maestri vi furono Pontormo, Andrea del Sarto, Rosso Fiorentino, Giulio Romano, Agnolo Bronzino, Parmigianino, Tintoretto, Paolo Veronese.
Scultore e importante orafo fu il fiorentino Benvenuto Cellini, tra gli esponenti maggiori della corrente manierista.
Tra gli architetti spiccarono Giulio Romano, Jacopo Barozzi da Vignola, Andrea Palladio e Bernardo Buontalenti.

## Barocco

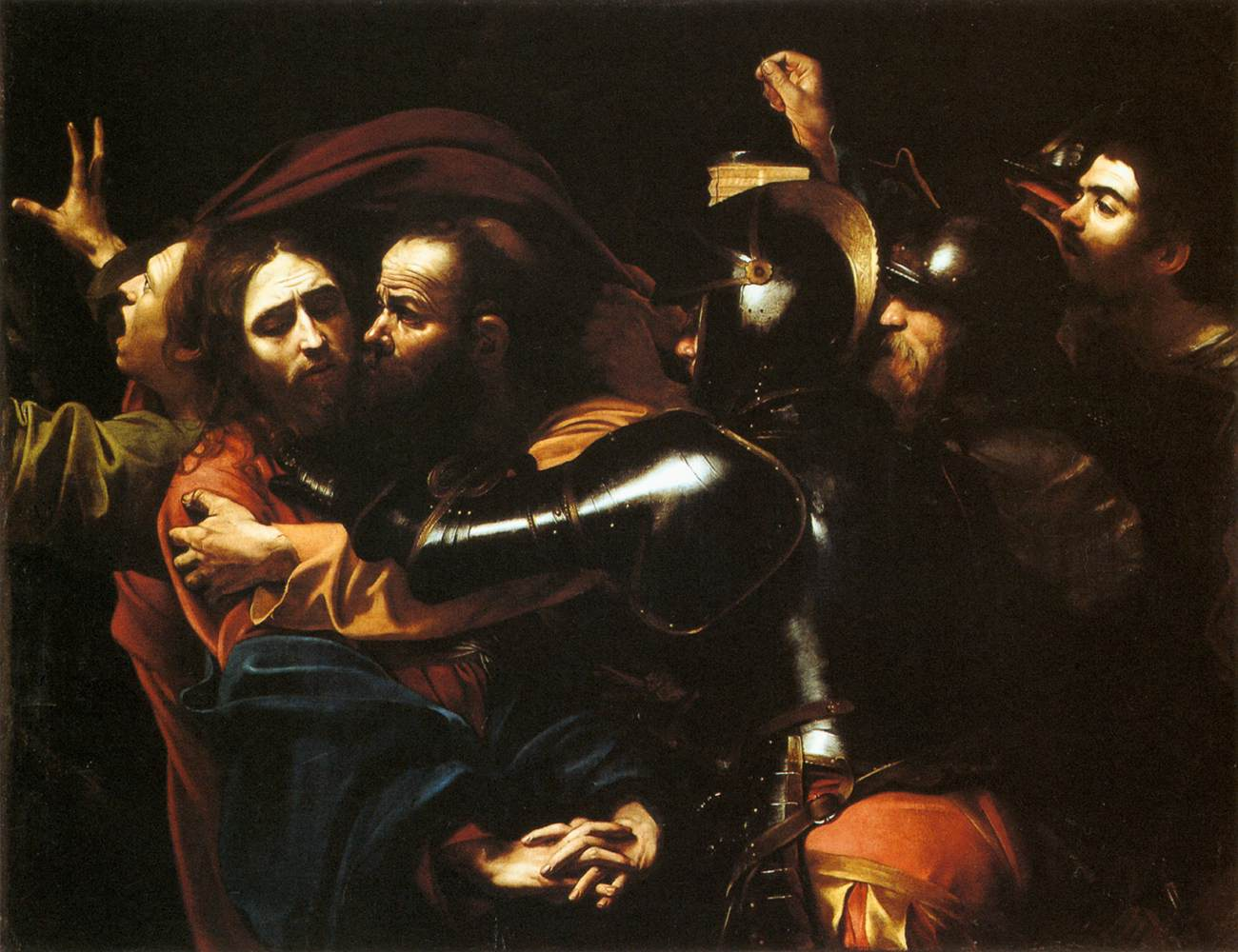
La Cattura di Cristo di Caravaggio, 1602 circa

Una nuova rivoluzione nacque dall'opera di Caravaggio, per l'uso dello sfondo nero, per il carattere di "istantanea" delle sue opere, con figure vivide ma posate, ispirate spesso a persone comuni che il pittore incontrava per la strada. Le sue opere ebbero un'influenza durature nell'arte italiana ed europea, tanto da originare la scuola dei Caravaggeschi. Più idealizzate furono le opere di Annibale Carracci.
Dopo la Controriforma si spense tutta la corrente dei significati filosofici o ermetici nell'arte, in favore dell'immediata chiarezza, del patetico sentimento religioso promosso dal concilio di Trento.
A partir da Roma si sviluppò in seguito un nuovo stile, improntato alla sfarzosità, il capriccio, il virtuosismo spaziale e compositivo, il Barocco. Anche in architettura e scultura si ebbe un rinnovamento, con forme sempre più ardite e dalla decorazione rigogliosa. A Roma operarono i più grandi maestri che diffusero questo stile (Bernini, Borromini, Pietro da Cortona). Altri centri artistici furono Napoli, Lecce, la Val di Noto e Palermo in Sicilia, Genova, Torino e Venezia, ma l'arte barocca interessò un po' tutta la penisola.

## Rococò

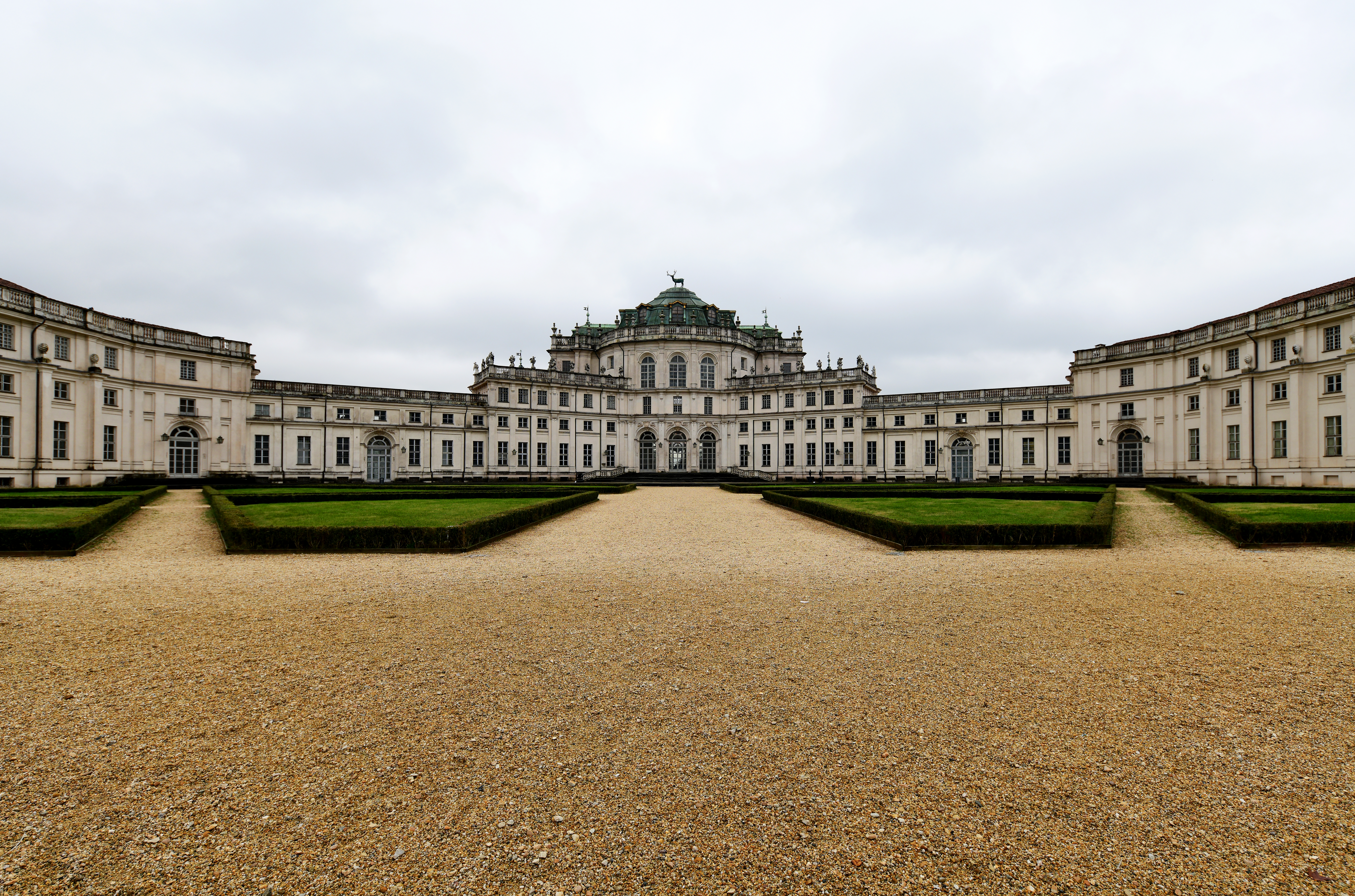
Palazzina di Caccia di Stupinigi

Il Rococò fu un'appendice in tono più misurato e vivibile del Barocco, che ebbe luogo nel XVIII secolo. 
Giambattista Pittoni, Giambattista Tiepolo e Canaletto sono stati i maggior pittori del Settecento veneziano, che è stata un riferimento per tutta l'arte mondiale dell'epoca.
Tra i capolavori di quel periodo ci furono la Reggia di Caserta o le Residenze sabaude.

## Neoclassicismo
Il neoclassicismo ebbe nell'Italia uno dei luoghi simbolo, attraverso la riscoperta delle rovine antiche e delle città sepolte come Pompei, nella Napoli borbonica si avviò il movimento artistico grazie al talento di Luigi Vanvitelli. Le accademie dettarono le regole di uno stile perfetto formalmente, astratto e improntato alla ricerca di una bellezza canonica e assoluta. Tra i più grandi artisti dell'epoca si annovera anche Antonio Canova.

## Romanticismo

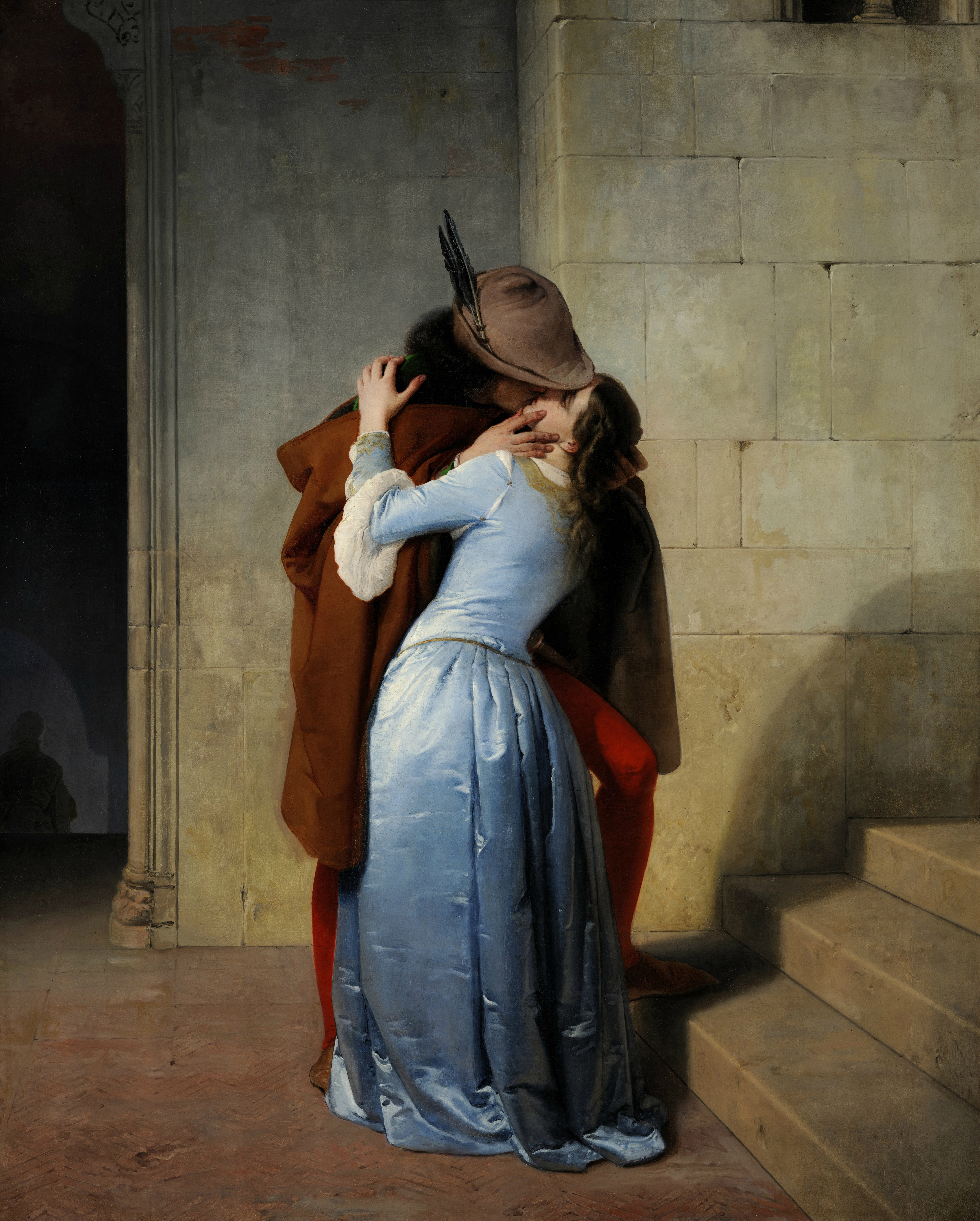
Francesco Hayez, Il bacio (1859); olio su tela, 112×88 cm

Francesco Hayez è il maggiore esponente del romanticismo in Italia: molte sue opere, solitamente di ambientazione medioevale, contengono un messaggio patriottico risorgimentale criptato.

## Macchiaioli e Verismo
Uno dei primi movimenti a superare l'arte accademica fu quello dei Macchiaioli, con un rivoluzionario uso del colore ("a macchia"), che anticipò di qualche decennio le novità degli Impressionisti. Furono importanti esponenti Giovanni Fattori, Silvestro Lega, Telemaco Signorini, Giuseppe Abbati.
Il Verismo portò nell'arte temi popolari e quotidiani. Tra gli altri autori Lorenzo Viani, Giuseppe Pellizza da Volpedo.

## La Pittura di genere
La pittura di "scene di genere" era una rappresentazione pittorica con soggetti di scene ed eventi tratti dalla vita quotidiana: ad esempio mercati, faccende domestiche, interni o feste. Rappresentando aspetti della vita di tutti i giorni, fu a lungo considerata un genere "minore", decisamente inferiore per valore alla pittura storico-religiosa, ma nemmeno al pari della ritrattistica. Iniziò ad essere apprezzata da una ristretta cerchia di collezionisti prima dell'alta nobiltà e poi della borghesia, fino a trovare la sua celebrazione nei tempi moderni anche in funzione della loro testimonianza intima della storia vissuta.
In Italia tra i primi pittori ad aver dipinto scene di genere spiccano Vincenzo Campi e Bartolomeo Passerotti, che ispirarono Annibale Carracci con il Mangiafagioli - e poi, nel Settecento, Gabriele Bella e Pietro Longhi. Ma è nell'Ottocento che trova la sua massima espressione l'arte di genere, che diviene anche fortemente introspettiva, con il veneto Antonio Rotta, le sue opere Il Caso senza Speranza e La morte del pulcino sono divenuti alcuni dei dipinti di genere più celebri della pittura italiana, a cui seguì anche Vincenzo Petrocelli.

## XX secolo
Il XX secolo ha visto fiorire in Italia diverse correnti che hanno influenzato la cultura occidentale sia nelle arti visive, che in Architettura che nel cinema.
Tra gli artisti più importanti d'inizio secolo vanno citati il pittore Giuseppe Pellizza da Volpedo e il pittore e scultore Amedeo Modigliani, importante esponente della cosiddetta Scuola di Parigi; tra i altri pittori e incisori che si sono distinti durante il Novecento ricordiamo Giorgio Morandi e lo scultore Giovanni de Martino.

### La Belle Époque
La "Belle Époque" (Epoca Bella) che nacque in Francia, in special modo a Parigi, alla fine dell'Ottocento, scaturendo in parte dalla realtà storica e in parte da un sentimento di nostalgia in un periodo di invenzioni e i progressi della scienza furono senza paragoni con le epoche passate esprimeva l'idea che il nuovo secolo, il Novecento, sarebbe stata un'epoca di pace e di benessere, vide manifestazioni parallele e tarde anche nel secolo successivo, tra esse il ritrattista Giuseppe Amisani è stato per l'estrema eleganza dei tratti e per i colori freschi, l'artista che ne ha lasciato testimonianza più tarda e importante a livello internazionale.

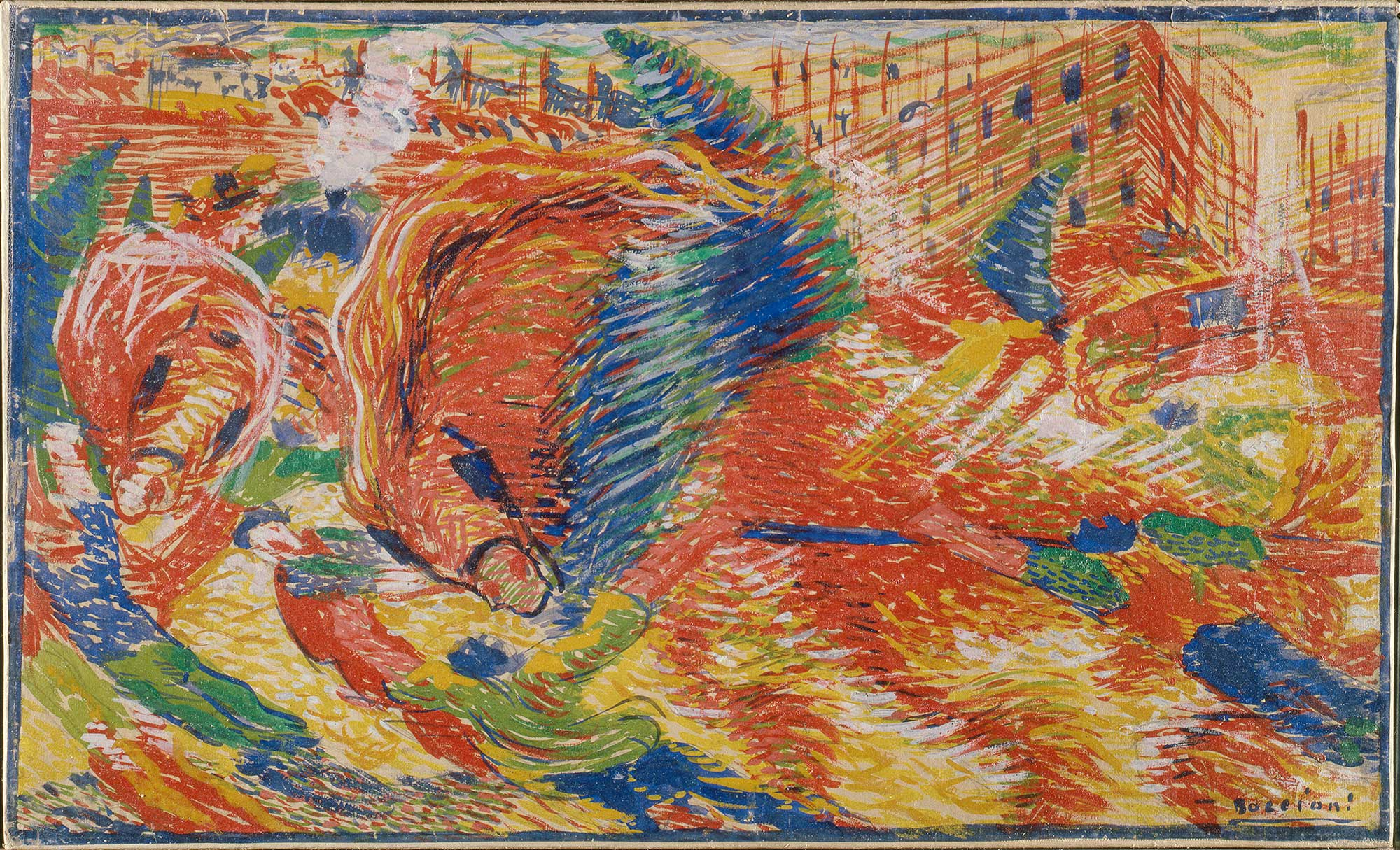
Umberto Boccioni, La città che sale

### Il Futurismo
Il Futurismo fu un movimento che prese avvio con il Manifesto del futurismo nel 1909 e coinvolse la pittura, l'architettura, la letteratura, la musica, il cinema e persino la politica.
Ispirato da idee di modernità, progresso, rapidità, che ben si sposavano con l'ideologia fascista e inneggiante alla guerra, il movimento ebbe influenze anche fuori dall'Italia e soprattutto in Russia. Gli esponenti più celebri furono Filippo Marinetti, Giacomo Balla, Umberto Boccioni, Fortunato Depero e Mario Sironi...

### La Pittura metafisica
La Pittura metafisica ebbe inizio come movimento tra il 1911 e il 1915, ad opera di Giorgio de Chirico, del fratello Alberto Savinio, di Filippo de Pisis e Carlo Carrà, che era stato un esponente del movimento dei Futuristi. Giorgio Morandi fu un altro importante pittore metafisico.
Le idee teoriche e le opere dei pittori metafisici influenzarono i surrealisti.

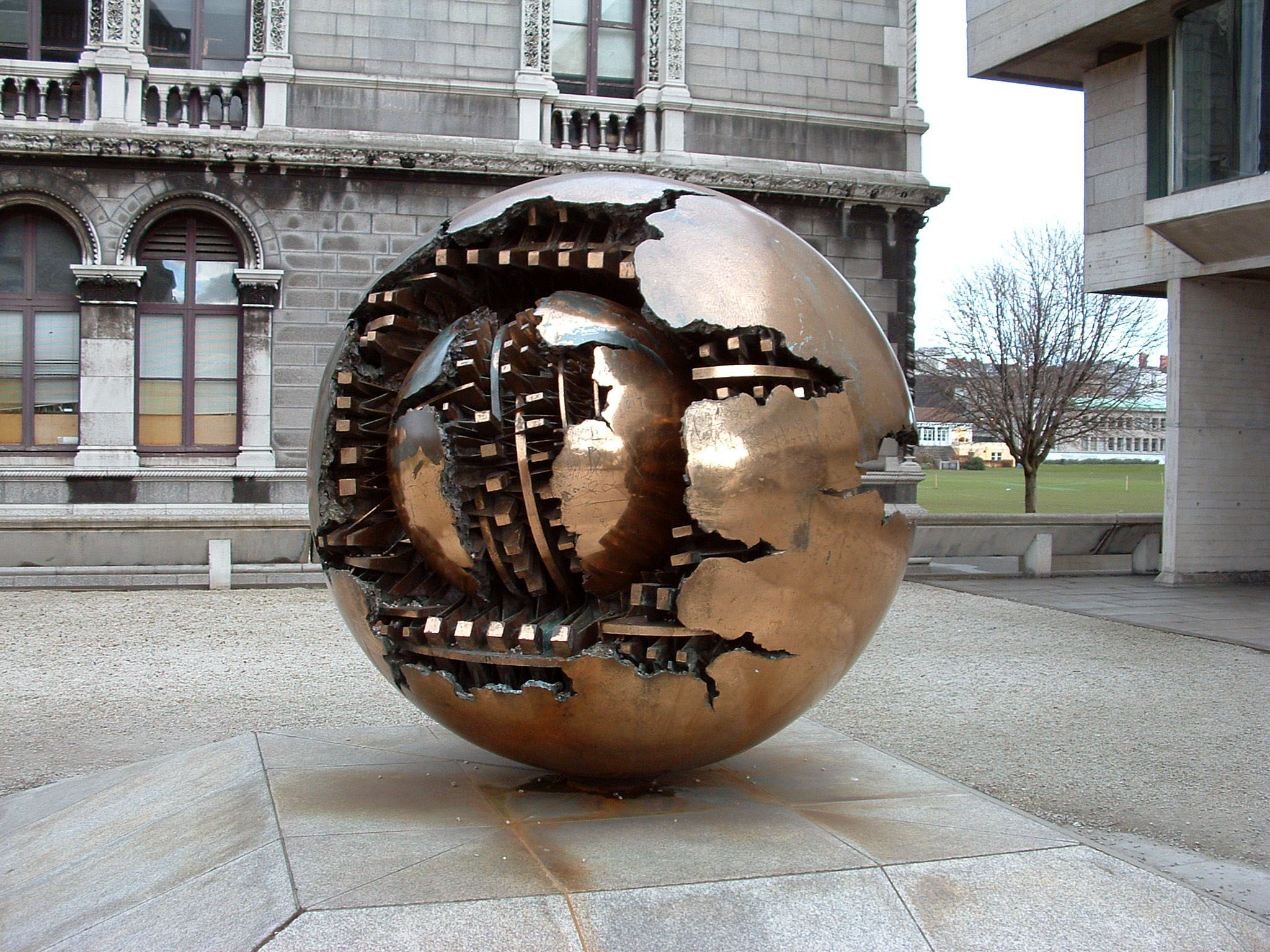
Arnaldo Pomodoro, scultura a Dublino

### Il Realismo esistenziale
In Italia i temi realisti già ripresi da Antonio Rotta e da Giuseppe Pellizza da Volpedo avranno un seguito a Milano, tra gli anni cinquanta e sessanta del secolo XX con un gruppo di giovani pittori che darà vita alla tendenza del Realismo esistenziale.

### L'Astrattismo e l'Arte concettuale
L'Astrattismo e l'Arte concettuale hanno in Italia, tra gli altri, questi esponenti: Ibrahim Kodra, Giuseppe Capogrossi, Alberto Burri, Carla Accardi, Getulio Alviani, Alberto Biasi, Piero Dorazio, Osvaldo Licini, Emilio Scanavino, Giulio Turcato, Emilio Vedova, Piero Manzoni, Manlio Rho, Mario Radice, Aldo Galli, Carla Badiali, Bruno Munari, Tancredi Parmeggiani, Roberto Crippa, Afro Basaldella, Agostino Bonalumi, Enrico Castellani, Achille Perilli, Lucio Fontana, Giannino Castiglioni, Giovanni e Arnaldo Pomodoro, Mario Deluigi, Toti Scialoja.

### La Pop Art
Negli anni sessanta la corrente postmodena della Pop Art ha il suo massimo esponente italiano in Mario Schifano. Gli altri artisti di rilievo sono Mimmo Rotella, Tano Festa e Franco Angeli (si veda anche la Scuola di Piazza del Popolo).

### L'Arte Povera
L'arte povera è un movimento nato nell'ambito dell'arte concettuale intorno alla metà degli anni sessanta tra Roma e Torino e in aperta polemica con l'arte tradizionale. I suoi principali esponenti sono: Giovanni Anselmo, Alighiero Boetti, Mario Ceroli, Luciano Fabro, Piero Gilardi, Jannis Kounellis, Sergio Lombardo, Luigi Mainolfi, Gino Marotta, Mario Merz, Fabio Mauri, Giulio Paolini, Pino Pascali, Giuseppe Penone, Michelangelo Pistoletto, Gilberto Zorio.

### La Transavanguardia
La Transavanguardia è un movimento pittorico nato tra la fine degli anni settanta e i primissimi anni ottanta come reazione al dominio dell'arte concettuale e vicino al Neo-espressionismo tedesco e americano. I principali esponenti del movimento, formalizzato da Achille Bonito Oliva, sono: Sandro Chia, Francesco Clemente, Enzo Cucchi e Mimmo Paladino.

### Il Movimento Moderno in Architettura
In architettura, dopo una breve stagione Liberty che ebbe quali centri principali Torino, Milano e Palermo, si svilupparono diverse correnti architettoniche nell'ampio contesto del Movimento Moderno.
Tra gli anni venti e la Seconda Guerra il Razionalismo ebbe il suo principale esponente in Marcello Piacentini, ma anche architetti artisti come Piero Portaluppi e Gualtiero Galmanini.
Negli anni settanta e ottanta il più importante movimento architettonico è stato il funzionalismo.

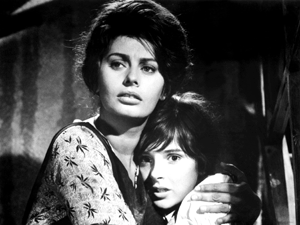
Sophia Loren e Eleonora Brown in una scena de La ciociara

### Il cinema neorealista
Il cinema italiano visse un'intensa stagione del muto, quando produceva un numero tra i più alti in Europa di pellicole all'anno. A Cabiria di Giovanni Pastrone partecipò alla stesura delle didascalie Gabriele D'Annunzio, mentre in Assunta Spina la diva Francesca Bertini, che collaborò alla regia, toccò vertici melodrammatici.
Dopo la seconda guerra mondiale, il cinema italiano conobbe il suo periodo migliore, con il Neorealismo (Sciuscià di Vittorio De Sica, Roma città aperta di Roberto Rossellini), che ottennero riconoscimenti in tutto il mondo.
Anche la generazione successiva ai neorealisti, con i registi Pier Paolo Pasolini, Federico Fellini, Michelangelo Antonioni, Dino Risi, e gli attori Sophia Loren, Anna Magnani, Marcello Mastroianni e Vittorio Gassman ottenne importanti riconoscimenti in patria e all'estero.

## Arte contemporanea
La Biennale di Venezia e la Quadriennale di Roma sono i più importanti palcoscenici per l'arte contemporanea italiana. A queste va aggiunta la Triennale di Milano che si propone istituzionalmente un campo d'azione più vasto facendo interagire industria, mondo produttivo e arti applicate.
Tra gli artisti di ultima generazione, hanno avuto riconoscimento internazionale: Umberto Pettinicchio, Maurizio Cattelan, Salvatore Garau, Mimmo Paladino.

## Dati e statistiche[6]
| Artista           | Anno di nascita | Anno di morte | Età | Genere                        | Opere |
| ----------------- | --------------- | ------------- | --- | ----------------------------- | ----- |
| Giotto di Bondone | 1266            | 1337          | 71  | Proto Rinascimento            | 119   |
| Sandro Botticelli | 1445            | 1510          | 65  | Primo Rinascimento            | 164   |
| Leonardo da Vinci | 1452            | 1519          | 67  | Alto Rinascimento             | 143   |
| Michelangelo      | 1475            | 1564          | 89  | Alto Rinascimento             | 49    |
| Raffaello         | 1483            | 1520          | 37  | Alto Rinascimento             | 109   |
| Tiziano           | 1488            | 1576          | 88  | Alto Rinascimento, Manierismo | 255   |
| Caravaggio        | 1571            | 1610          | 39  | Barocco                       | 55    |
| Amedeo Modigliani | 1884            | 1920          | 36  | Espressionismo                | 193   |